# James Hart (Maler)

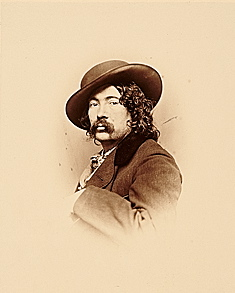
James Mc Dougal Hart, um 1866

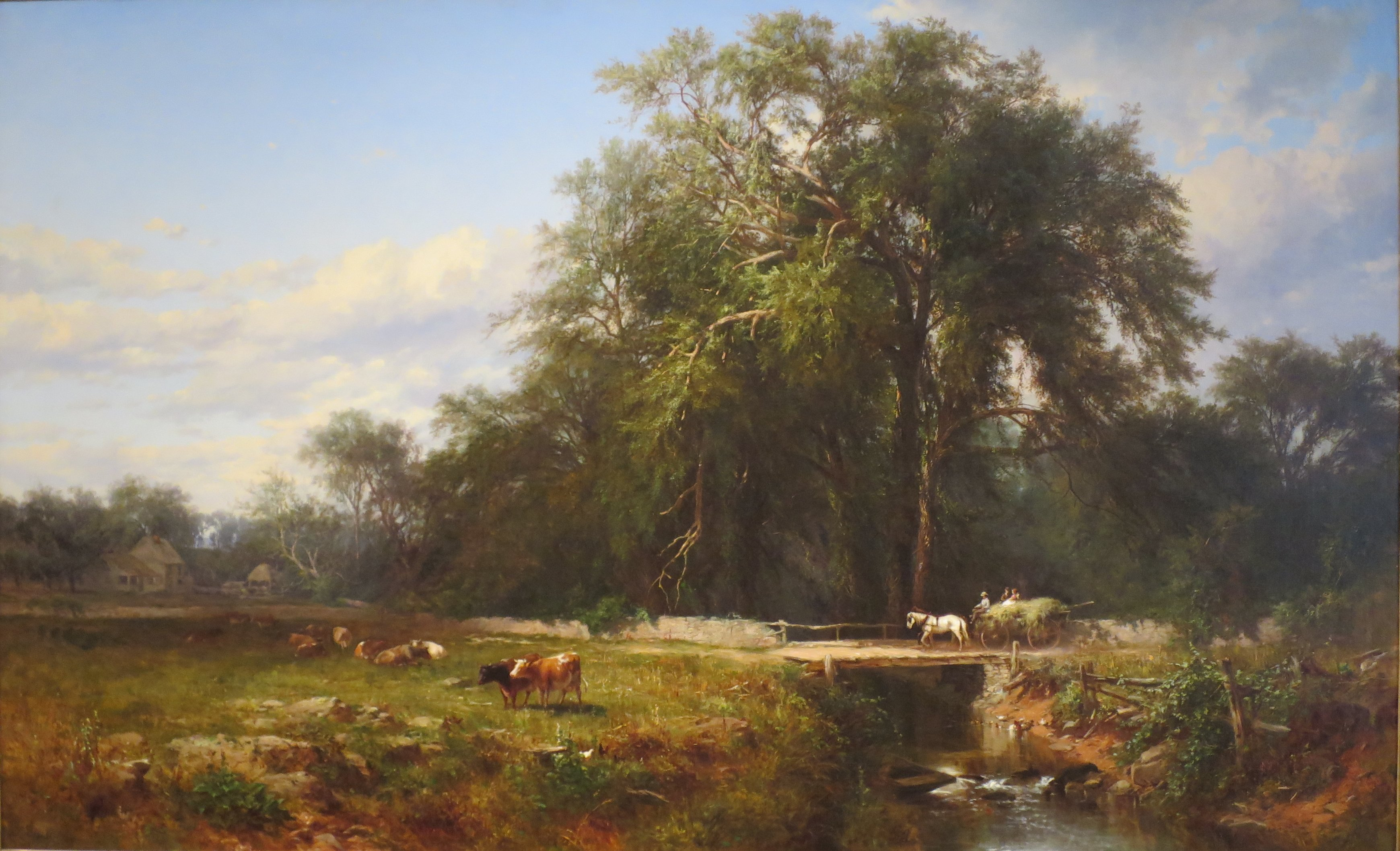
The Old Homestead, 1862

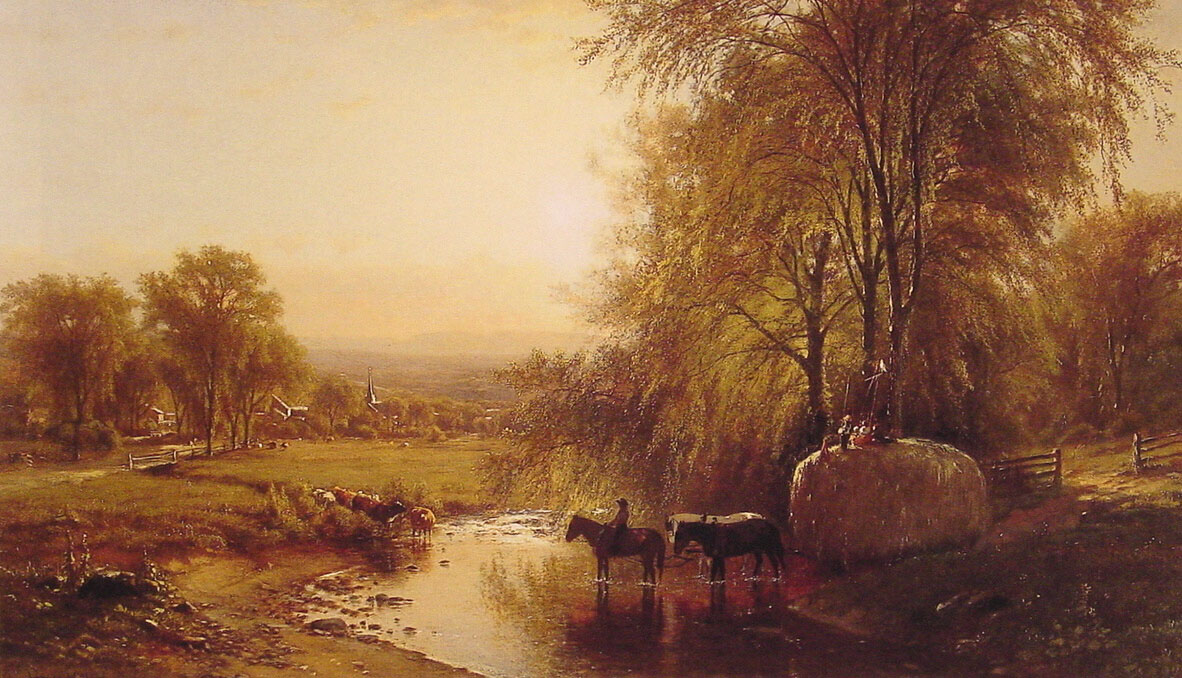
Returning from Harvest

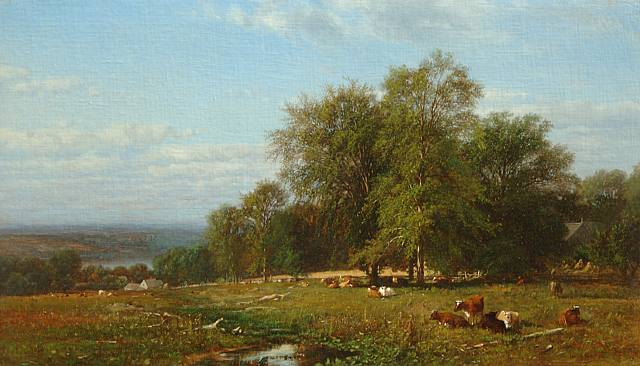
Overlooking the Hudson

James McDougal Hart (* 10. Mai 1828 in Kilmarnock, Strathclyde, Schottland; † 24. Oktober 1901 in Brooklyn, New York) war ein schottisch-amerikanischer Maler der Düsseldorfer Schule.

## Leben
Hart kam im Alter von sechs Jahren mit seinen Eltern und seinem älteren Bruder von William Hart in die Vereinigten Staaten, wo sie in Albany ihr neues Zuhause fanden. Hier verbrachte er den Großteil seiner Jugendzeit. Wie sein Bruder arbeitete er mehrere Jahre bei einem Kutschenmaler als Wagenlackierer. Er ging um 1851 nach Europa, wo er in Düsseldorf ein Schüler des Landschaftsmalers Johann Wilhelm Schirmer wurde. Er reiste weiter nach München und unternahm eine Wanderung entlang des Rheins und in Tirol, um dort Skizzen anzufertigen. Von Schirmer hatte er nicht nur das gründliche Naturstudium, den tiefenperspektivisch gestaffelten Landschaftsaufbau und die Vorliebe für die detailrealistische Abbildung großer Bäume übernommen, sondern auch dessen romantische Auffassung von der Landschaft als Trägerin von Empfindungen. Wie der „Malerpoet“ Schirmer gelangte er zu einem „veredelten Naturalismus“, indem er bei der Wiedergabe der Natur eine Komposition anstrebte, die schöne Linienführung mit formaler und farblicher Ausgewogenheit verband, ganz nach dem Vorbild der klassischen Landschaftsmalerei von Claude Lorrain und Jacob van Ruisdael. Anschließend kam er zurück nach Albany. 1856/1857 zog er nach New York ließ er sich dort nieder. Hier malte er Landschaften mit Viehstaffage, die auch von der Hudson River School und vom Luminism geprägt waren.
1859 wurde er zum Mitglied (NA) der National Academy of Design in New York gewählt, der auch sein Bruder und später seine Tochter angehörten. Etwas später wurde er auf Vorschlag eines Freundes und Gönners Mitglied im Union League Club wurde New York City, blieb der Institution aber fern und trat zurück. Er verbrachte seine Abende lieber mit seiner Familie und war nur selten in der Öffentlichkeit zu sehen. Tagsüber arbeitete Hart in seinem Atelier, wo er zahlreiche Schüler hatte. Eines seiner ersten Bilder, das ihm 1857, im Jahr seiner Ankunft in New York, die Wahl zum Associate of the Academy einbrachte, war eine Mittsommerlandschaft mit Rindern. Es wurde am Eröffnungstag der Akademieausstellung von W. H. Daly erworben. Ab 1871 widmete er sich dem ausgiebigen Studium der Malerei von Rindern.

## Familie
Hart war seit 1866 mit Marie Theresa Gorsuch († 1921) verheiratet und hatte zwei Töchter, die Figuren malten, sowie zwei Söhne:
- William Howard Hart (1863–1937)
- Letitia Bonnet Hart (1867–1953)
- Robert Gorsuch Hart (1869–1906)[9]
- Mary Theresa Hart (1872–1942)[10]

Neben seinem älteren Bruder William hatte er auch eine jüngere Schwester Julie Hart Beers (1835–1913), die ebenfalls in der Landschaftsmalerei aktiv war.

## Werke (Auswahl)
- Morning on Loon Lake
- Das heimkehrende Vieh
- Der Mondaufgang im Adirondacgebirge
- Ein Wald im Herbst
- Ein Sonntags-Nachmittag in der Grafschaft Berkshire
- Friedliche Heimat (1872)
- Der Obstgarten
- Indianischer Sommer
- Sommer in Berkshire